# Madame Bovary (película de 1949)
Madame Bovary es una película estadounidense de 1949 basada en la novela homónima de Gustave Flaubert, dirigida por Vincente Minnelli y con Jennifer Jones, James Mason, Van Heflin, Louis Jourdan, Alf Kjellin, Gene Lockhart, Frank Allenby y Gladys Cooper en los papeles principales.